# Паулу Антоніу Алвіш
Паулу Антоніу Алвіш (порт. Paulo António Alves; 22 жовтня 1969, Луанда — 17 серпня 2021, Луанда), відомий як Паулан (порт. Paulão) — ангольський футболіст, що грав на позиції півзахисника, зокрема за низку португальських клубів та національну збірну Анголи.

## Клубна кар'єра
У дорослому футболі дебютував 1993 року виступами на батьківщині команду «Прімейру де Маю».
1994 року перебрався до Португалії, де уклав контракт з «Віторією» (Сетубал). Вже наступного року молодого ангольця запросив до своїх лав один з грандів місцевого футболу, «Бенфіка». Спочатку отримував регулярне місце на полі і в першому сезоні 18 разів виходив на поле в іграх Прімейри та відзначився трьома голами. Наступного сезону його ігровий час стрімко сокротився, а влітку 1997 року його новою командою стала «Академіка».
Ще за рік гравець перейшов до «Ешпінью», у складі якого провів чотири сезони у другому футбольному дивізіоні Португалії.
Завершував ігрову кар'єру на батьківщині, де у 2002—2004 роках грав за «Петру Атлетіку» та «Атлетіку Авіасан».
Помер 17 серпня 2021 року на 52-му році життя в рідній Луанді.

## Виступи за збірну
1991 року дебютував в офіційних матчах у складі національної збірної Анголи. Протягом наступних одинадцяти років взяв участь у 59 офіційних іграх національної команди і відзначився в них 21 забитим голом.
У складі збірної був учасником Кубка африканських націй 1996 року в ПАР та Кубка африканських націй 1998 року в Буркіна Фасо.

## Титули і досягнення
- Володар Кубка Португалії (1):

«Бенфіка»: 1995—1996